# Mistrzostwa Świata Juniorów w Narciarstwie Klasycznym 2003
Mistrzostwa Świata Juniorów w Narciarstwie Klasycznym 2003 – zawody sportowe, które odbyły się w dniach 4 lutego - 9 lutego 2003 r. w szwedzkim mieście Sollefteå. Podczas mistrzostw zawodnicy rywalizowali w 13 konkurencjach, w trzech dyscyplinach klasycznych: skokach narciarskich, kombinacji norweskiej oraz w biegach narciarskich. W tabeli medalowej zwyciężyła reprezentacja Rosji, której zawodnicy zdobyli równocześnie najwięcej medali – 10 (4 złote, 2 srebrne i 4 brązowe).

## Program
4 lutego
- Biegi narciarskie – 15 kilometrów (K), 30 kilometrów (M)

5 lutego
- Kombinacja norweska – skocznia normalna, 10 kilometrów indywidualnie (M)

6 lutego
- Biegi narciarskie – 5 kilometrów (K), 10 kilometrów (M)
- Skoki narciarskie – skocznia normalna drużynowo (M)

7 lutego
- Kombinacja norweska – skocznia normalna, 5 kilometrów drużynowo (M)

8 lutego
- Skoki narciarskie – skocznia normalna indywidualnie (M)
- Biegi narciarskie – sprint (M/K)

9 lutego
- Kombinacja norweska – skocznia normalna, 5 kilometrów indywidualnie (M)
- Biegi narciarskie – sztafeta 4 × 5 kilometrów (K), 4 × 10 kilometrów (M)

## Medaliści

### Biegi narciarskie – juniorzy
Mężczyźni
| Konkurencja                      | Data          | Złoto                                                                             | Srebro                                                                                      | Brąz                                                                   |
| -------------------------------- | ------------- | --------------------------------------------------------------------------------- | ------------------------------------------------------------------------------------------- | ---------------------------------------------------------------------- |
| Sprint techniką dowolną          | 8 lutego 2003 | Johan Kjølstad                                                                    | Erik Bakkejord                                                                              | Sylvain Fanjas Claret                                                  |
| Bieg na 30 km techniką dowolną   | 4 lutego 2003 | Chris André Jespersen                                                             | Aleksiej Pietuchow                                                                          | Jewgienij Diemientjew                                                  |
| Bieg na 10 km techniką klasyczną | 6 lutego 2003 | Jewgienij Diemientjew                                                             | Jewgienij Koszewoj                                                                          | Maksim Bułgakow                                                        |
| Bieg sztafetowy 4 × 10 km        | 9 lutego 2003 | Rosja Maksim Bułgakow · Artiom Norin · Jewgienij Diemientjew · Aleksiej Pietuchow | Norwegia Øystein Pettersen · Martin Johnsrud Sundby · Tord Asle Gjerdalen · Chris Jespersen | Niemcy Steve Ullmann · Stefan Kirchner · Franz Göring · Eric Schneider |

Kobiety
| Konkurencja                     | Data          | Złoto                                                                            | Srebro                                                                                  | Brąz                                                                     |
| ------------------------------- | ------------- | -------------------------------------------------------------------------------- | --------------------------------------------------------------------------------------- | ------------------------------------------------------------------------ |
| Sprint techniką dowolną         | 8 lutego 2003 | Nicole Fessel                                                                    | Justyna Kowalczyk                                                                       | Christine Mathiesen                                                      |
| Bieg na 15 km technika dowolną  | 4 lutego 2003 | Jekatierina Woroncowa                                                            | Maria Rydqvist                                                                          | Irina Chazowa                                                            |
| Bieg na 5 km techniką klasyczną | 6 lutego 2003 | Mona-Liisa Malvalehto                                                            | Jekatierina Woroncowa                                                                   | Jelena Płocka                                                            |
| Bieg sztafetowy 4 × 5 km        | 9 lutego 2003 | Rosja Walentina Nowikowa · Jelena Płocka · Irina Chazowa · Jekatierina Woroncowa | Finlandia Reetta Jääskeläinen · Mona-Liisa Malvalehto · Hilla Herranen · Lotta Puttonen | Szwecja Julia Limby · Helena Kallander · Hanna Forsberg · Maria Rydqvist |

### Skoki narciarskie
Mężczyźni
| Konkurencja                       | Data          | Złoto                                                                             | Srebro                                                         | Brąz                                                                   |
| --------------------------------- | ------------- | --------------------------------------------------------------------------------- | -------------------------------------------------------------- | ---------------------------------------------------------------------- |
| Skocznia normalna – indywidualnie | 8 lutego 2003 | Thomas Morgenstern                                                                | Rok Benkovič                                                   | Jan Mazoch                                                             |
| Skocznia normalna – drużynowo     | 6 lutego 2003 | Austria Manuel Fettner · Christoph Strickner · Roland Müller · Thomas Morgenstern | Słowenia Rok Benkovič · Jure Bogataj · Rok Urbanc · Jaka Oblak | Finlandia Jarkko Heikkonen · Antti Pesonen · Olli Pekkala · Harri Olli |

### Kombinacja norweska
Mężczyźni
| Konkurencja                                      | Data          | Złoto                                                                   | Srebro                                                                       | Brąz                                                                               |
| ------------------------------------------------ | ------------- | ----------------------------------------------------------------------- | ---------------------------------------------------------------------------- | ---------------------------------------------------------------------------------- |
| Skocznia normalna, bieg na 5 km – indywidualnie  | 9 lutego 2003 | Björn Kircheisen                                                        | David Zauner                                                                 | Petter Tande                                                                       |
| Skocznia normalna, bieg na 10 km – indywidualnie | 5 lutego 2003 | Björn Kircheisen                                                        | Sébastien Lacroix                                                            | Petter Tande                                                                       |
| Skocznia normalna, bieg na 4 × 5 km – drużynowo  | 7 lutego 2003 | Niemcy Christian Beetz · Marco Kühne · Tino Edelmann · Björn Kircheisen | Norwegia Magnus Moan · Petter Tande · Jon-Richard Rundsveen · Mikko Kokslien | Francja Maxime Laheurte · Sébastien Lacroix · François Braud · Jason Lamy Chappuis |

## Tabela medalowa
| Klasyfikacja medalowa | Klasyfikacja medalowa | Klasyfikacja medalowa | Klasyfikacja medalowa | Klasyfikacja medalowa | Klasyfikacja medalowa |
| Lp.                   | Państwo               | złoto                 | srebro                | brąz                  | złoto · srebro · brąz |
| --------------------- | --------------------- | --------------------- | --------------------- | --------------------- | --------------------- |
| 1.                    | Rosja                 | 4                     | 2                     | 4                     | 10                    |
| 2.                    | Niemcy                | 4                     | 0                     | 1                     | 5                     |
| 3.                    | Norwegia              | 2                     | 3                     | 3                     | 8                     |
| 4.                    | Austria               | 2                     | 1                     | 0                     | 3                     |
| 5.                    | Finlandia             | 1                     | 1                     | 1                     | 3                     |
| 6.                    | Słowenia              | 0                     | 2                     | 0                     | 2                     |
| 7.                    | Francja               | 0                     | 1                     | 2                     | 3.                    |
| 8.                    | Szwecja               | 0                     | 1                     | 1                     | 2                     |
| 9.                    | Kazachstan            | 0                     | 1                     | 0                     | 1                     |
|                       | Polska                | 0                     | 1                     | 0                     | 1                     |
| 11.                   | Czechy                | 0                     | 0                     | 1                     | 1                     |